# Fredrik Ursin

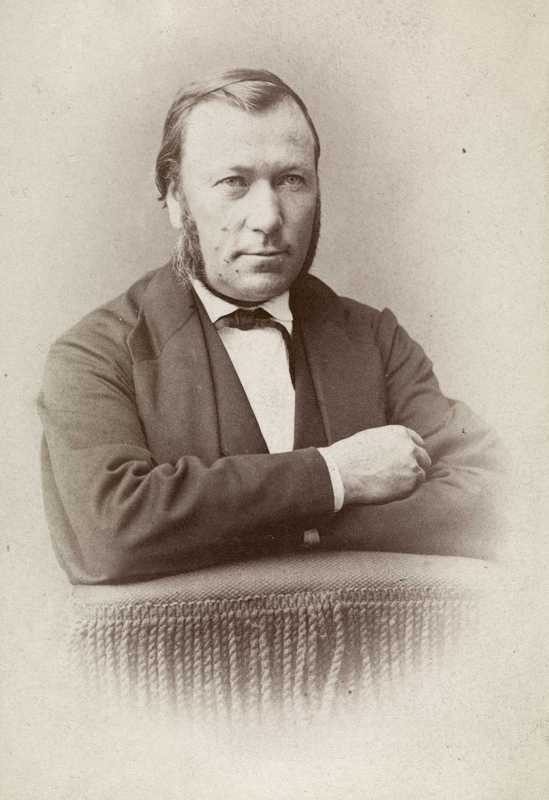
Fredrik Ursin.

Fredrik Ursin, född 28 september 1825 i Ullensaker, död 13 mars 1890 i Kristiania, var en norsk violinist. Han var son till Niels Ursin samt bror till Dorthea och Martin Ursin och gift med den danskfödda sångerskan Clara Hansen.
Ursin undervisades först i hemmet, reste därefter till Kristiania och 1855 till Bryssel, där han blev lärjunge till Hubert Léonard. Han blev efter hemkomsten konsertmästare i Christiania Theaters orkester och verkade som sådan till 1876. Han framträdde även som solist och i kammarmusikkonserter, utvecklade betydande lärarverksamhet och utgav en violinskola.